# 도깨비 (예술가)
도깨비(Tokebi)는 과테말라 예술가, 일러스트레이터, 그리고 대학 교수로, 영국과 유럽 2019 투어 포스터 디자인을 요청한 헤비매탈 밴드 Mastodon의 드러머인 Brann Dailor가 그의 소셜 미디어 채널을 발견했을 때부터  인기를 얻기 시작했다. 도깨비는 그의 밝은 네온 컬러와 기발한 라인작업, 레트로와 공상 과학 영향의 혼합, 그리고 두개골과 해골을 주요 캐릭터로 사용하는 것으로 유명하다. 그의 대부분의 작품은 음악 분야에 있으며 특히 록 밴드, 랩퍼들 및 DJ 들 사이에서 인기가 있다. 그는 전 세계의 수많은 CD 및 LP 커버를 만들어 왔다.

## 생활
도깨비는 1981년 과테말라에서 태어났다. 7세 이후부터 죽음의 전투(모탈 컴뱃)와 같은 비디오 게임 그리고 메탈리카와 같은 해비메탈 밴드의 음악을 들었던 것이 그의 예술을 발전시키는데 중요한 역할을 하였다. 그 이후, 음악에 대한 그의 취향은 로커빌리의 음악과 록 악기들로 발전해갔다. 나중에 그는 자신의 음악 분야에 자신을 통합시키고 그의 예술을 통해 밴드들과 협력했다. 그는 시카고로 이사하여 디자인과 마케팅을 공부하였다. 2010년에 언어를 공부하고 문화 안에 자신을 몰두시키기 위해 서울로 옮겨갔다. 이 기간동안, 그는 한국개발 연구소에서 공공 정책을 전공으로 석사학위를 취득하였다.

## 경력
그의 예술 경력은 2010년, 서울의 한 거리에서 그의 창작물을 팔면서 시작되었다. 그 이후, 그는 2014년과 2015년 국제 및 한국 예술가들을 위한 예술 공간 “Nothing Serious I” 과 “Nothing Serious II” 참여하였다. 2018년에는 과테말라 퀘찰테낭고에서 열린 “Etereo Estereo” 전시에도 참여하였다. 그러나, 그의 대부분의 작품은 브랜딩과 음악, 특히 록 분야와 관련이 있으며, 한국에 거주하며 스페인어와 영어를 가르치며 교수로 재직하고 있다. 그리고 현재 그래픽 디자인, 멀티미디어 및 일러스트레이션을 과테말라 Istmo 대학에서 가르치고 있다.